# With or Without You
With or Without You var första singeln från U2:s album The Joshua Tree och släpptes i mars 1987. Låten var den första av U2:s låtar som kammade hem förstaplatsen på Billboard's Hot 100 chart. Den röstades också fram som 1987 års bästa låt av Rolling Stone's läsare.
Enligt Bono handlar texten om förhållandet han har till sin publik och sina fans. I boken Into the Heart av Nial Stokes säger han att "You" (du på svenska) även kan syfta på gruppen likväl som publiken.